# Ken Carpenter
William Kenneth "Ken" Carpenter (Compton, Kalifornija, 19. travnja 1913. - Buena Park, Kalifornija, 15. ožujka 1984.) je bivši američki bacač diska i olimpijski pobjednik na Olimpijadi 1936. u Berlinu. Tada je bacio disk 50,48 m čime je postavio novi olimpijski rekord.
Carpenter je bio prvi dvostruki sveučilišni prvak dok je između 1936. i 1940. držao nacionalni rekord u bacanju diska. Završetkom školovanja, Ken je otišao služiti vojni rok u mornarici dok je poslije toga započeo s trenerskom karijerom na kalifornijskim koledžima.
Ken Carpenter umro je 1984. godine u rodnoj Kaliforniji dok je 26. svibnja 2012. uvršten u kuću slavnih Compton Community College gdje je radio kao trener.

## Olimpijske igre

### OI 1936.
| RANG | Natjecatelj       | Udaljenost |
| ---- | ----------------- | ---------- |
|      | Ken Carpenter     | 50,48      |
|      | Gordon Dunn       | 49,36      |
|      | Giorgio Oberweger | 49,23      |
| 4.   | Reidar Sørlie     | 48,77      |
| 5.   | Willy Schröder    | 47,93      |

## Vanjske poveznice
- Sports-reference.com - Ken Carpenter  Arhivirana inačica izvorne stranice od 13. ožujka 2016. (Wayback Machine)